# Белакум
Белакум (*1-а пол. XIX століття до н. е.) — енсі міста-держави Ешнунна.

## Життєпис
Походження достеменно невідоме. Десь наприкінці 1890-х років до н. е. повалив енсі Шаррію, захопивши владу. Зумів здобути прихильність жрецтва, здійснюючи багаті подарунки храмам Тішпака в Ешнунні, Інанни в Кітітумі.
Також відомі його роботи з ремонту царського палцу та розбудови південної його частини. Час завершення панування невідомий. Був повалений Варассою.